# Такхли (авиабаза)
Такхли — база Королевских военно-воздушных сил Таиланда в центральном Таиланде, примерно в 240 км к северо-западу от Бангкока в ампхе Такхли, провинции Накхонсаван.

## Подразделения
Такхли является штабом для крыла 4 третьей дивизии Королевских военно-воздушных сил Таиланда. На базе расквартированы следующие эскадры:
- 401 эскадра легкой атаки на L-39 Albatros
- 402 эскадра разведки на Learjet 35 и IAI 201
- 403 боевая эскадра на F-16A/B Fighting Falcon

Аэродром базы Тахли имеет код ИАТА TKH, код ИКАО VTPI. Его единственная взлётно-посадочная полоса имеет номер 18/36 и длину 3000 м.